# ティル・リンデマン
ティル・リンデマン(Till Lindemann)は、ドイツのミュージシャン、花火師、詩人。ラムシュタインのボーカル。パイロテクニクスの資格を持っており、ライブパフォーマンスに取り入れられている。

## 概要・略歴
東ドイツのライプツィヒ出身。母は公共放送局配属のジャーナリスト、父親のヴェルナー・リンデマンは詩人、 童話作家、教育者、画家であった。
1975年に両親の離婚により、1977年から1980年まで寄宿学校に通い、競泳選手として活動し、1978年に欧州ジュニア水泳選手権出場。1980年のモスクワ五輪出場を目指していたが、イタリアのフィレンツェで合宿中、宿舎を抜け出すという規則違反で出場権を剥奪された。1988年のソウル五輪では控え選手となった。その後、負傷により競技生活を断念。その後は職を転々としながらミュージシャンの道へ本格的に進む。
1986年、シュヴェリンにてパンクバンド"First Arsch"でドラマーを務める。
1992年、First Arschのメンバーとしてアルバムデビュー。
1993年、First Arschのメンバーであるリヒャルト・Z・クルスペ、リヒャルトのルームメイトであったオリバー・リーデル、クリストフ・シュナイダーと共に"Tempelprayers"を結成。のちにパウル・ランダースとフラーケ・ローレンツが加入し、翌年に"ラムシュタイン"に改名。
2015年、ピーター・テクレンと共に個人プロジェクト"リンデマン(LINDEMANN)"を興し、『Skills In Pills』でソロ・デビュー。
2020年3月15日、リンデマンのモスクワでのライブの後に帰国後、高熱のため入院。集中治療室で治療を受け、当初は新型コロナウイルスへの感染が疑われたが検査の結果、陰性だった。
同年11月、テクレンが脱退し、リンデマンが解散。これ以降の活動は"Till Lindemann"ソロ名義となる。
2023年、60歳の誕生日を記念し、ロストクにて銅像が建てられた。しかし、除幕式の数時間後に何者かによって盗まれている。
同年5月22日、ラムシュタインのリトアニア・ヴィリニュスでの公演後、ティル主催のアフターパーティーにて酒にドラッグを入れられ、性的暴行を受けたと北アイルランド人女性が告発した。しかし、事前に女性がTwitterにてティルに一切指を触れていないと投稿していた事(投稿は削除済み)、パーティー後に女性がリトアニア警察で調書を書いていなかった事から、「酒にドラッグ」「性的暴行」という言葉が一人歩きした。後に女性が投稿を撤回し暴行を受けたと主張。また、第三者である俳優のカイラ・シックスもYouTubeにて同様の暴行を受けそうになったと主張した。6月、ティルは性犯罪と麻薬配布の容疑で家宅捜索を受けるも、無実であるとして8月に捜査は打ち切られた。
これらに対し、ティルはカイラ・シュピーゲル・南ドイツ新聞・北ドイツ放送を名誉棄損として訴え、勝訴した。
2024年、ソロ名義でのレーベルをOut of Line Musicへ移籍。
同年、Metal Awards男性歌手部門を受賞した。
ラムシュタインにおいてはインタビュー等での発言やメディア対応を一切行わない主義を貫いているが、リンデマンではインタビューやメディア出演などを積極的に行っている。
最初の妻との間に娘が二人、次の妻との間に娘が一人いる。最初の妻の二人目の娘は実子でなく、彼女の父親はラムシュタインのリヒャルトである。
右手の人差し指・中指・薬指・小指に「BITTE (訳:お願い)」の刺青を入れている。これはベルリンのビアガーデンの1つ"Prater"のオーナーの一人であるThomas Rotheの真似であるとされている。彼とティルは古くからの友人であり、2019年に彼が亡くなった際には、ラムシュタインのライブ中にステージ上のモニターで追悼のための顔写真が掲載された他、2024年に発表された「Übers Meer」のミュージックビデオの最後には彼に曲を捧げる旨の文が掲載されている。

## ディスコグラフィ

### シングル
全て日本盤未発売。
1. 2003年 Schtiel – アリアの曲『凪』のカバー。
ラムシュタインのメンバー・リヒャルト・Z・クルスペとの共作。
2. 2020年 Alle Tage ist kein Sonntag（ドイツ語版） – デイヴィッド・ギャレットとの共作。Carl Ferdinand van Vleuten（英語版）とCarl Clewing（英語版）によって書かれた、1920年代の曲のカバー。
3. 2021年 Любимый город – 映画『V2. Escape from Hell（英語版）』主題歌。エヴゲーニー・ドルマトフスキーとNikita Bogoslovsky（英語版）によって1940年代に書かれた曲のカバー。
4. 2021年 Ich hasse Kinder
5. 2023年 Entre dos tierras（ドイツ語版） – Héroes del Silencio（英語版）が1990年に発表した曲のカバー。
6. 2024年 Meine Welt – 移籍後初のシングル。
7. 2025年 Und die Engel singen – デヴィッド・リンチ監督への葬送歌として作曲された。

### アルバム
1. 2023年 Zunge（英語版）[17] – 日本盤未発売。CDとMP3で発売され、CDにのみ、6曲目と7曲目の間にシングル曲「Ich hasse Kinder」が収録されている。

### First Arsch（英語版）
1. 1992年 Saddle Up

### Na Chui
1. 2020年 Till the End (Na Chuiの曲)（ドイツ語版） – Zoran Bihać（ドイツ語版）、Rakede（ドイツ語版）のキーボーディストDaniel Karellyによる共同プロジェクトとして制作された。

### リンデマン
1. 2015年 Skills in Pills（英語版）
2. 2019年 F & M（英語版） – 日本盤発売2019年[18]。ハンブルクの国立タリア劇場（英語版）とのコラボレーション作品であり、グリム童話『ヘンゼルとグレーテル』を現代風に解釈した戯曲からインスパイアされた[19]。

## 著書
- Till Lindemann: "Messer". Eichborn, Frankfurt am Main 2002, ISBN 3-8218-0927-2.
- Till Lindemann: In stillen Nächten（ドイツ語版）, Kiepenheuer & Witsch, Köln 2013, ISBN 978-3-462-04524-6.
- Till Lindemann:"Die Gedichte. Messer/In stillen Nächten", Kiepenheuer & Witsch, Köln 2015, ISBN 978-3-462-04777-6.
- Till Lindemann, Joey Kelly（英語版）, Thomas Stachelhaus: "Yukon. Mein gehasster Freund". National Geographic, München 2017, ISBN 978-3-86690-640-2.
- Till Lindemann:"100 Gedichte", Kiepenheuer & Witsch, Köln 2020, ISBN 978-3-462-05332-6.